# Декорум
Декорум (від лат. decorum — правий, правильний), або пристойність — принцип класичної риторики, поезії та теорії театру, що стосується відповідності стилю та теми театральної вистави. Поняття пристойності застосовується також до встановлених меж доречної соціальної поведінки у встановлених ситуаціях.

## У риториці та поезії
У класичній риториці та теорії поезії декорум визначає відповідність стилю темі. Арістотель (наприклад, у «Поетиці») і Горацій (у "Науці поезії ") обговорювали важливість відповідності стилю епосу, трагедії, комедії тощо. Горацій, наприклад, каже:
|  | Як до речей комедійних трагічний вірш не підходить, Так і Фієстів бенкет не годилося б нам зображати Мовою бесід буденних, підхожою більше для жартів. Хай же кожна ця річ має місце своє, їй належне.. |

Елліністичні та латинські ритори ділили стиль на високий, середній та низький (або звичайний); для кожного вважалися доречними певний тип словника та манера мови. Такий поділ стилів обговорюється в «Риториці для Геренія», приписуваній Цицерону. Орієнтуючись на три ступені літературної кар'єри Вергілія («Буколіки», «Георгіки», «Енеїда»), античні, середньовічні та ренесансні теоретики часто прив'язували кожен стиль до певного жанру: епос (високий стиль), дидактика (середній стиль) та пастораль (низький стиль). У Середньовіччі цю концепцію називали «колесом Вергілія». Пуристи вважають змішання стилів у одному тексті непристойним, і високий стиль логічно призначено епосу. Однак відмінною рисою класичного епосу було стилістичне розмаїття (як видно з комічних або еротичних сцен в епосах Вергілія та Гомера). Поезія, мабуть, ширше від будь-якої іншої літературної форми використовує слова та вирази, не властиві звичайній мові, її часто характеризують особливою мовою поезії.
З приходом християнства поняття пристойності стало включатися в дихотомію сакрального та профанного інакше, ніж у колишніх класичних віруваннях. Хоча в Середньовіччі релігійні сюжети часто збагачували грубуватим гумором у «низькому» ключі, особливо в середньовічній драмі, церква ретельно стежила, щоб у довговічніших формах мистецтва послідовно застосовувався «високий стиль». До епохи Ренесансу цю суміш відродженої античної міфології та християнських сюжетів також трактували з погляду декоруму через зростання прагнення художників змішувати в мистецтві релігійні сюжети з жанровим живописом чи світськими модними портретами. Католицький Тридентський собор особливо заборонив, серед іншого, «непристойне» в релігійному мистецтві.
Поняття пристойності, що все більше відчувається, як гальмівне і безглузде, агресивно атакували і деконструювали письменники-модерністи, тому читацькі очікування вже більше не ґрунтувалися на пристойності. Внаслідок цього гумор ірої-комічних поем, літературного бурлеску і навіть почуття хибного пафосу, заснований на порушенні пристойності, у сприйнятті читача ХХ століття притупився.

## В театрі
У континентальній Європі в епоху Ренесансу і пост-Ренесансу в театрах декорум обговорювали щодо доречності на сцені тих чи інших дій або подій. Імітуючи класичні моделі та теоретичні роботи Арістотеля та Горація (зокрема поняття трьох єдностей), вважалося, що деякі речі краще залишити лише в повіді. У «Науці поезії» Горацій (на додаток до наведених вище слів про відповідну лексику та манеру виконання) радить драматургам дотримуватися пристойності, уникаючи зображення сцен, які можуть епатувати публіку своєю жорстокістю чи неймовірністю:
|                                   | Та є речі, яким відбуватись Краще за сценою; там і залиш їх, усунь ті події З-перед очей, а вклади їх майстерно в уста очевидця: Хай не вбиває Медея дітей на виду, перед людом, М'яса людського Атрей-лиходій хай не варить на сцені, Кадм хай прилюдно не робиться змієм, а птицею — Прокна. Хоч і покажеш таке — не повірю ще й криво всміхнуся. |
| — Горацій, Про поетичне мистецтво | |

В Італії епохи Відродження декорум заперечував Спероне Спероні у п'єсі «Canace» (зображення інцесту між братом і сестрою) та Джиральді Чинтіо в п'єсі «Orbecche» (батькогубство та жорстокі сцени помсти). У XVII столітті у Франції поняття пристойності (les bienséances) було ключовим компонентом французького класицизму як у театрі, так і в літературі, і в образотворчому мистецтві.

## Соціальна пристойність
Соціальна пристойність встановлює доречну соціальну поведінку і, тим самим, пов'язана з поняттями етикету та манер.
Правила соціальної пристойності, як ми розуміємо їх під збереженням зовнішніх пристойностей, свідомо встановив Лорд Честерфілд, який шукав переклад для les moeurs: «манери — надто мало, мораль — надто багато». Слово «пристойність» зберігається в Честерфілда в сильно редукованій формі як елемент етикету: передбачені межі доречної соціальної поведінки у певній ситуації. В XVI столітті в зазначеному сенсі це слово використано у Роджера Ескема, в «Scholemaster» (1570), а потім відбито в тираді Мальволіо у «Дванадцятій ночі» (пер. М. Рильського):
|                                                      | Подуріли ви, панове, чи що? Що у вас — ні стида, ні сорому, щоб горлати серед ночі, як п’яні лудильники? ... Чи ви не шануєте ні місця, ні осіб, ні часу? |
| — Вільям Шекспір, Дванадцята ніч, або Як собі хочете | |

Пристойність у залі суду, тобто необхідність під час суперечки тримати себе в певних рамках, залишається актуальною й нині: пристойність у суперечках була постійною темою під час процесу у справі Сімпсона.
У моделі ООН почесний голова може оголосити: «Пристойність!», якщо делегати не дотримуються встановлених правил парламентських процедур. Таке часто трапляється, якщо делегат виступає позачергово, або делегація заважає проведенню конференції.